# 小野毛人
| 小野毛人墓誌（左:表面、右:裏面）。崇道神社蔵、国宝。 |  | 小野毛人墓誌（左:表面、右:裏面）。崇道神社蔵、国宝。 |
| 小野毛人墓誌（左:表面、右:裏面）。崇道神社蔵、国宝。 |  |                                                      |

小野 毛人（おの の えみし）は、飛鳥時代の官人。大徳・小野妹子の子。冠位は小錦中。

## 概要
江戸時代初期に山城国愛宕郡小野郷（現在の京都府京都市左京区上高野）にある崇道神社近くの山から毛人の墓誌が発見され、国宝に指定されている。墓誌銘によると、毛人は天武朝において太政官に勤め、刑部大卿を兼務しており、冠位は大錦上であったという。子息である小野毛野の没伝では、毛人の冠位は小錦中とされていることから、没後に大錦上の贈位を受けたか。

## 墓誌に関する逸話
伊藤東涯の随筆『盍簪録』から引用した松崎慊堂の日暦によると、この墓誌は慶長年間に墓泥棒によって暴かれた石郭から発見され、近くの村にある法幢寺に持ってこられた。ところがその後、村は落ちぶれて荒れ果てたため、墓の祟りを恐れ、元のところへ復したという。

## 系譜
- 父：小野妹子[1]
- 母：不詳
- 生母不詳の子女
  - 男子：小野毛野（?-714）[1]